# Conseil régional de Guelmim-Oued Noun
Avenue Mohammed VI, Guelmim.
Le conseil régional de Guelmim-Oued Noun est l'assemblée délibérante de la région marocaine Guelmim-Oued Noun, collectivité territoriale décentralisée agissant sur le territoire régional. Il est composé de 39 conseillers régionaux élus pour 6 ans au suffrage universel direct et présidé par Mbarka Bouaida depuis 2019.

## Siège
Le Conseil régional de Guelmim-Oued Noun se trouve dans l'avenue Mohammed VI de Guelmim.

## Présidents
| Période   | Président | Président              | Parti | Parti |
| --------- | --------- | ---------------------- | ----- | ----- |
| 2015-2019 |           | Abderrahim Ben Bouaida |       | RNI   |
| 2019-     |           | Mbarka Bouaida         |       | RNI   |